# Kakinada
Kakinada je přístavní město v indickém státě Ándhrapradéš. V roce 2011 zde žilo 384 128 obyvatel a je tak šestým nejlidnatějším městem ve státě. Město leží na pobřeží Bengálského zálivu a je významným ekonomickým a kulturním centrem v regionu. Opakovaně bylo označeno jako jedno z nejlepších měst pro život v Indii ve srovnání s dalšími indickými městy čítající méně než milion obyvatel. Úředním jazykem ve městě je telugština a nachází se zde několik vysokých škol.